# Jacques Behnan Hindo
Jacques Behnan Hindo (ur. 8 sierpnia 1941 w Azekh,  okolice Mardin, zm. 6 czerwca 2021 w Paryżu) – duchowny Kościoła katolickiego obrządku syryjskiego, od 1997 do 2019 arcybiskup Hassake-Nisibi.

## Życiorys
Święcenia prezbiteratu przyjął 4 maja 1969. 29 czerwca 1996 został mianowany arcybiskupem Hassake-Nisibi.  Sakry udzielił mu 7 stycznia 1996 syryjskokatolicki patriarcha Antiochii Ignacy Antoni II Hayek, któremu towarzyszyli syryjski arcybiskup Aleppo Denys Raboula Antoine Beylouni oraz syryjski biskup tytularny Mardin Gregorios Elias Tabé.